# Birkabulle

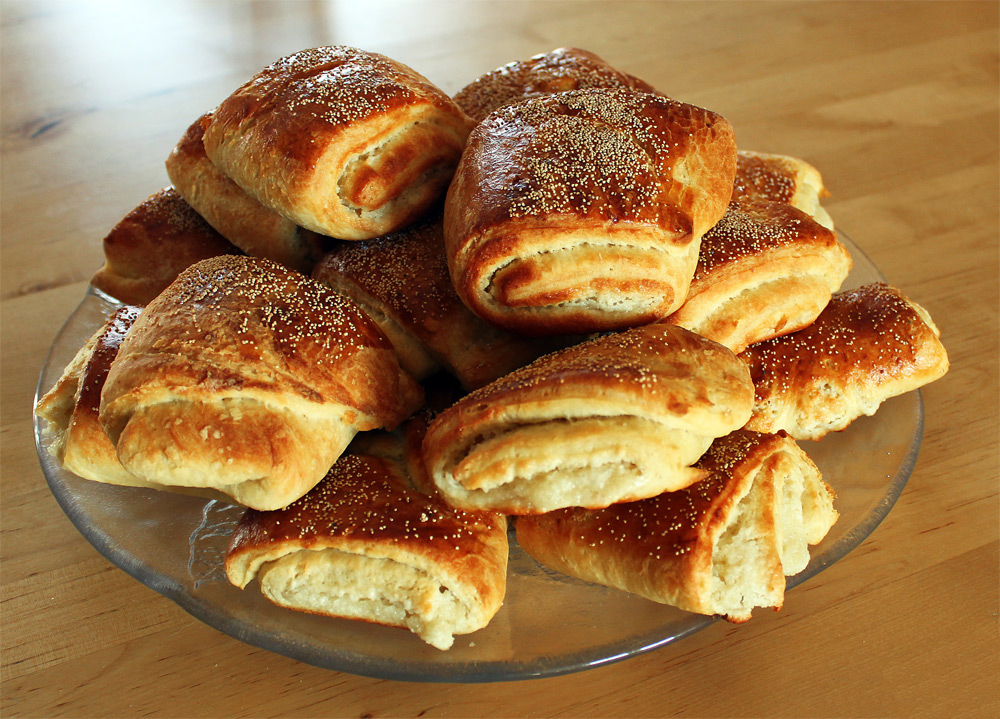
Birkabulle med fyllningen mandelmassa

En birkabulle är ett brödstycke som i sitt svenska utförande kommer från Helsingborg, men originalet kommer från Danmark där ordet birkes betyder vallmofrö och vallmofrö är en av de viktiga ingredienserna i en birkabulle.
Birkabullen bakas med vetedeg, fylls med en blandning av mandelmassa från en semla och toppas med vallmofrö. En dansk birkabulle har konsistens som wienerbröd.